# SSH File Transfer Protocol
In telecomunicazioni e informatica l'SSH File Transfer Protocol o SFTP è un protocollo di rete che prevede il trasferimento dei dati e funzionalità di manipolazione. È tipicamente usato con il protocollo SSH-2 che utilizza un trasferimento di file sicuro, anche se è utilizzabile con altri protocolli capaci di stabilire un canale sicuro.

## Utilizzo
Il protocollo SFTP è differente da SCP in quanto quest'ultimo permette solo il trasferimento del file, mentre SFTP permette diverse operazioni sui file remoti. Solitamente si utilizza la porta 22. Potrebbe essere considerato quindi anche come un file system remoto.

## Sicurezza
Il protocollo SFTP in sé non prevede né autenticazione né sistemi di sicurezza.
Il protocollo SSH versione 2 è quindi usato come sottosistema a SFTP; l'utilizzo della versione 1 di SSH, insieme a SFTP, non è possibile, in quanto non supporta il concetto di "sottosistema".
Infatti il client che si connette con SSH-1 deve conoscere il percorso dei binari del server SFTP.

## Standardizzazione
Il protocollo non è ancora diventato standard. 
Sono però documentate le specifiche riguardo all'ultima versione del protocollo, la 6.
La versione più usata, però, è la 3, che è implementata nel popolare OpenSSH come server SFTP.